# Medaile 20. výročí Ministerstva vnitra
Medaile 20. výročí Ministerstva vnitra (bulharsky: Медал «20 години МВР») bylo vyznamenání Bulharské lidové republiky založené roku 1964.

## Historie a pravidla udílení
Medaile byla založena výnosem Národního shromáždění č. 444 ze dne 22. srpna 1964. Udělena byla všem zaměstnancům Ministerstva vnitra Bulharské lidové republiky, kteří byli minimálně po dobu deseti let v jeho službách. Autorem návrhu vzhledu medaile byl R. Peev. Vyráběna byla ve státní mincovně v Sofii.

## Insignie
Medaile měla pravidelný kulatý tvar a byla vyrobena ze žlutého kovu. Na přední straně byl při vnějším okraji věnec ve spodní části ovázaný stuhou. Uprostřed byla mapa Bulharské lidové republiky. Přes ni byl položen meč směřující hrotem dolů. Na meči ležel srp a kladivo.
Na zadní straně byl na vnějším okraji medaile v horní části nápis v cyrilici 1944 • 30 години МВР • 1964. Ve spodní části byly dvě dubové větvičky. Uprostřed byl nápis opět v cyrilici, nad kterým byla malá pěticípá hvězda.
Stuha pokrývala destičku ve tvaru pětiúhelníku, která byla k medaili připojena jednoduchým očkem. Stuha byla tvořena pěti stejně širokými pruhy v bílé (3) a červené (2) barvě. Při obou okrajích byl úzký pruh zelené barvy. Použité barvy tak odpovídaly bulharské vlajce.